# Menin
Menin ist ein Protein, das im Zellkern von Wirbeltieren und Insekten an der DNA-Reparatur und Entwicklungsprozessen teilnimmt. Die genaue Funktion ist noch ungeklärt. Da ein Mangel an Menin zu Tumoren führen kann, benutzt man auch die veraltete Bezeichnung Tumorsuppressor. Beim Menschen wird Menin in vielen Gewebetypen produziert. Meninmangel durch Mutationen im MEN1-Gen (Chromosomenregion 11q13) führt zu Multipler endokriner Neoplasie Typ 1.
Bei DNA-Schäden tritt Menin vermehrt in phosphorylierter Form auf. Es kann an verschiedene DNA-Formen binden. Proteinbindungspartner sind unter anderem FANCD2 und DBF4 sowie Komplexe mit MLL. Menin ist Teilnehmer an der MAPKKK-Signalkaskade. Menin kann über die Hochregulierung von CDK-Inhibitoren den G2/M-Phasenübergang verzögern und die Cyclin B2-Expression verringern. Es nimmt an Entwicklungsprozessen und am Schwangerschaftsdiabetes teil.